# IC 2256
IC 2256 ist eine Spiralgalaxie vom Hubble-Typ Sc im Sternbild Krebs auf der Ekliptik. Sie ist schätzungsweise 92 Millionen Lichtjahre von der Milchstraße entfernt und hat einen Durchmesser von etwa 25.000 Lichtjahren.
Im selben Himmelsareal befinden sich u. a. die Galaxien IC 2249 und IC 2271.
Das Objekt wurde am 9. Januar 1901 von Max Wolf entdeckt.